# Alejandro Agag
Alejandro Tarik Agag Longo (ur. 18 września 1970 w Madrycie) – hiszpański przedsiębiorca, działacz sportowy, w latach 1999–2002 eurodeputowany V kadencji.

## Życiorys
Ukończył studia ekonomiczne. Zaangażował się w działalność polityczną w ramach Nuevas Generaciones, organizacji młodzieżowej Partii Ludowej. W 1993 wszedł w skład jej komitetu wykonawczego. W 1996 premier José María Aznar mianował go swoim osobistym asystentem. Został też sekretarzem generalnym Fundacji Studiów Europejskich.
W wyborach w 1999 z listy Partii Ludowej uzyskał mandat posła do Parlamentu Europejskiego V kadencji. Należał do grupy chadeckiej, pracował w Komisji Gospodarczej i Walutowej. W 2002 zrezygnował z zasiadania w Europarlamencie, poświęcając się karierze biznesowej. W Londynie założył własną firmę konsultingową, działającą na rynku telekomunikacyjnym, energetycznym i medialnym, a następnie także w branży doradztwa finansowego. Wkrótce na jej bazie powstała kompania Addax Capital LLP.
W 2007 został głównym udziałowcem, a w 2008 właścicielem zespołu Barwa Addax Team, startującemu w wyścigach samochodowych z cyklu Seria GP2. W 2007 został członkiem władz klubu piłkarskiego Queens Park Rangers, który wcześniej nabył z grupą wspólników (wśród nich byli Flavio Briatore i Bernie Ecclestone).
Jest mężem córki José Maríi Aznara, ma czworo dzieci.